# Rolf Huisgen

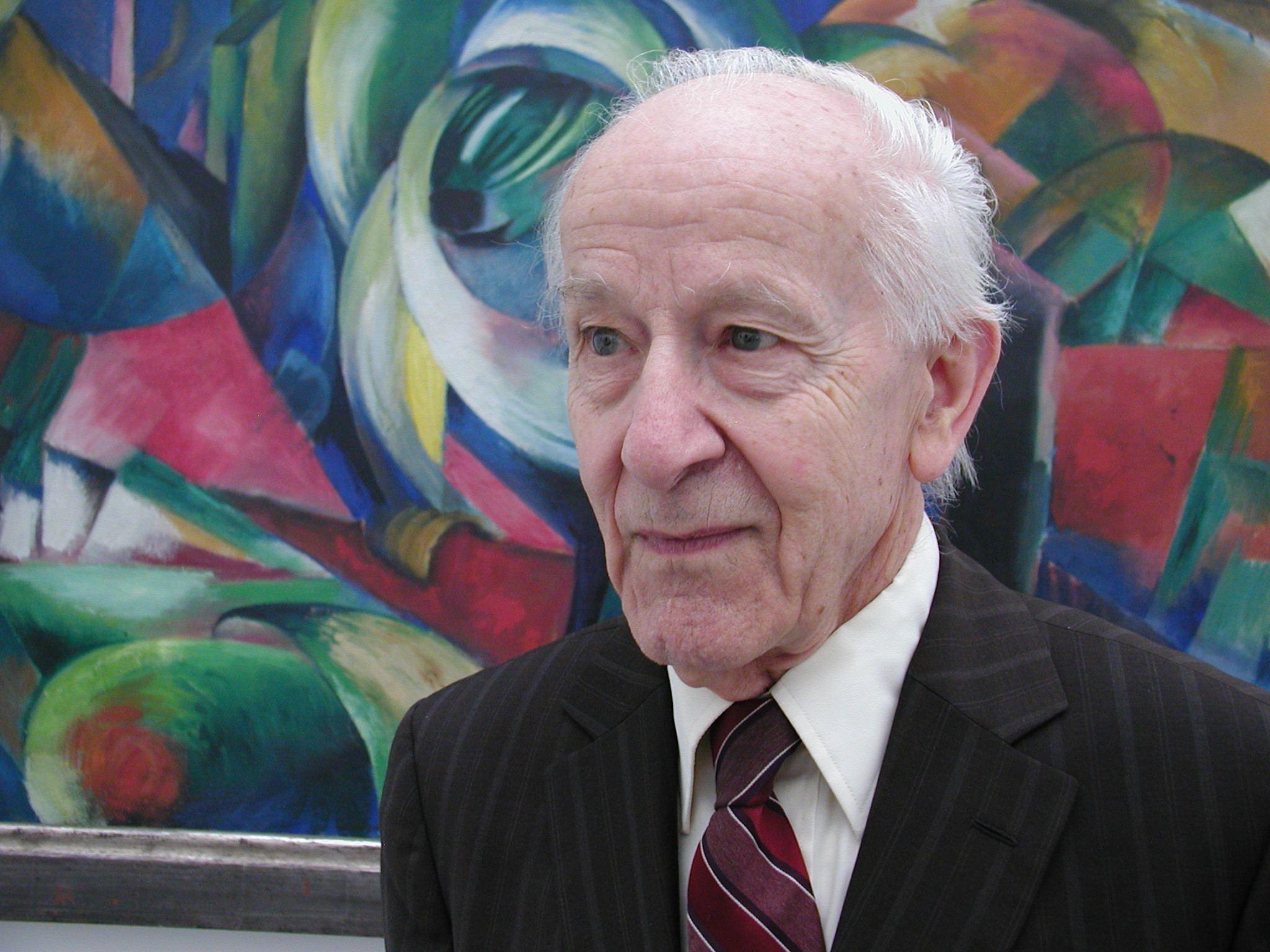
Rolf Huisgen (2004) vor dem Bild Mandrill von Franz Marc in der Pinakothek der Moderne in München

Rolf Huisgen (* 13. Juni 1920 in Gerolstein, Eifel; † 26. März 2020 in München) war ein deutscher Chemiker. Er wurde insbesondere bekannt durch seine Arbeiten zu 1,3-dipolaren Cycloadditions-Reaktionen, aufgrund derer er für einen Nobelpreis für Chemie in der Diskussion stand.

## Leben und Werk
Nach dem Abitur an der Staatlichen Reginoschule in Prüm begann Huisgen 1939 mit dem Studium der Chemie und Mathematik an der Universität Bonn und wechselte, als diese kriegsbedingt geschlossen wurde, 1940 zum Chemiestudium an die Ludwig-Maximilians-Universität München (LMU München). Als Schüler des Nobelpreisträgers Heinrich Otto Wieland wurde er 1943 an der LMU München mit der Arbeit Beiträge zur Kenntnis des Vomicins promoviert. 1947 wurde er habilitiert und wurde Privatdozent. 1949 wurde er als außerordentlicher Professor für Organische Chemie an das von Georg Wittig geleitete Chemische Institut der Eberhard Karls Universität Tübingen berufen. 1952 erhielt er einen Ruf zurück an die LMU München als ordentlicher Professor und Vorstand des Instituts für Organische Chemie. Er wurde unter anderem auch deshalb Nachfolger seines Doktorvaters, weil Richard Kuhn und Clemens Schöpf den Ruf nach München ablehnten, da das zerstörte Institut erst wieder aufgebaut werden musste. Seit 1988 war er Emeritus. Rolf Huisgen war ein vielzitierter Autor von etwa 590 wissenschaftlichen Publikationen in internationalen Zeitschriften. Seine Bedeutung zeigt sich auch in der Tatsache, dass alleine in Deutschland 16 seiner Schüler ordentliche Professoren wurden.
Hauptgebiet seiner Forschungen war die Physikalische Organische Chemie. Im Zentrum seines Interesses stand insbesondere die Reaktionsklasse der [3+2]-Cycloadditionen oder 1,3-dipolaren Cycloadditionen, die häufig nach ihm benannt werden („Click-Chemie“). Als typische Cycloaddition war die Diels-Alder-Reaktion bekannt, bei der ein Alken mit einem vieratomigen Dien reagiert und die Sechserringe liefert. Lässt man Alkene mit dreiatomigen Kohlenstoffverbindungen reagieren, die als Dipole wirken mit positiver Ladung an einem Ende und negativer Ladung am anderen Ende, entstehen häufig Fünferringe, und Huisgen fand heraus, dass hier ein eigener Reaktionsmechanismus vorliegt ohne Zwischenprodukte oder freie Radikale. Huisgen veröffentlichte diese Erkenntnisse 1963. Die dipolare Cycloaddition (1,3-dipolare Cycloaddition von Alkenen oder Alkinen mit 1,3-dipolaren Molekülen wie Aziden, Nitriloxiden oder Diazoalkanen) wird manchmal nach ihm benannt. Auch die Huisgen-Pyrrolsynthese ist nach ihm benannt.
2019 zählte ihn der Medienkonzern Clarivate zu den Favoriten auf einen Nobelpreis (Clarivate Citation Laureates).
Im Juli 1945 heiratete Huisgen seine Kollegin Trudl Schneiderhahn die im Januar des Jahres promovierte. Der Ehe entstammen die 1946 geborene Birge Huisgen-Zimmermann, Mathematikerin und Professorin an der University of California, Santa Barbara, und die 1949 geborene Helga Huisgen, Dolmetscherin und Übersetzerin amerikanischer Literatur.

## Ehrungen und Auszeichnungen
- 1955 Rockefeller Fellow[5]
- 1959 Aufnahme als ordentliches Mitglied in die Bayerische Akademie der Wissenschaften[5]
- 1960 Aufnahme in die American Academy of Arts and Sciences
- 1961 Liebig-Denkmünze der Gesellschaft Deutscher Chemiker (GDCh)[5]
- 1964 Mitglied der Leopoldina[5]
- 1965 Lavoisier-Medaille der Société Chimique de France
- 1975 Roger Adams Award der American Chemical Society[5]
- 1979 Otto-Hahn-Preis der Gesellschaft Deutscher Chemiker[5] und Achema-Plakette
- 1982 Bayerischer Verdienstorden
- 1984 Bayerische Maximiliansorden für Wissenschaft und Kunst[5]
- 1985 korrespondierendes Mitglied der Heidelberger Akademie der Wissenschaften[10]
- 1989 Mitglied der National Academy of Sciences[5]
- 1990 auswärtiges Mitglied der Accademia Nazionale dei Lincei in Rom.
- 1991 Ehrenmitgliedschaft der Gesellschaft Deutscher Chemiker (GDCh)[5]
- 1993 Ehrenmitgliedschaft der Polnischen Chemische Gesellschaft[5]
- 1997 Mitglied der Polnische Akademie der Wissenschaften[5]
- 2002 Ehrenprofessur der Staatsuniversität St. Petersburg
- 2006 Ehrenmitgliedschaft die Chemical Society of Japan[5]
- 1975 – 2010 Ehrendoktorate der Universitäten Complutense Madrid (1975), Freiburg (1977), Erlangen-Nürnberg (1980), Würzburg (1984), Regensburg (1985), des Staatlichen Technologischen Instituts Sankt Petersburg (1993) und der FU Berlin (2010).[5]

## Schriften
- Rolf Huisgen, Rudolf Grashey, Jürgen Sauer: Cycloaddition reactions of alkenes. In: Saul Patai (Hrsg.): The chemistry of alkenes. Band 1, Wiley, London und New York 1964, S. 739–953, doi:10.1002/9780470771044.ch11.
- 1.3-Dipolare Cycloadditionen Rückschau und Ausblick. In: Angewandte Chemie. Band 75, 1963, S. 604–637, doi:10.1002/ange.19630751304.
- The Adventure Playground of Mechanisms and Novel Reactions. American Chemical Society, Washington 1994 (Autobiografie).